# Баптисти
Баптисти су покрет унутар протестантизма основан 1609. год. од енглеских пуританских свештеника избеглиx из Енглеске у Амстердам након контакта са холандским Менонитима, огранком протестантске радикалне реформске струје протока порекла протестантских хришћана. Баптисти се одликују крштењем исповедајући само хришћанске вернике (крштење верника, за разлику од крштења новорођенчади), и то потпуним потапањем (за разлику од афузије или асперзије). Баптистичке цркве се такође генерално придржавају доктрина о способности душе (задужења и одговорности сваке особе пред Богом), sola fide (спасење само вером), sola scriptura (Светог писма као правила вере и праксе) и конгрегационалистичке црквене управе. Баптисти углавном признају две уредбе: крштење и причест. За разлику од свог почетка, они који се данас идентификују као баптисти међусобно се увелико разликују у погледу онога у шта верују, како обављају богослужење, у свом односу према другим хришћанима и у разумевању онога што је важно у хришћанском учењу.
Историчари наводе да је најранија цркву „баптиста” основана 1609. године у Амстердаму у Холандској републици, а пастор јој је био енглески сепаратиста Џон Смит. У складу са учењем Новог завета, он је одбацио крштење новорођенчади и установио крштење само одраслих који верују. Баптистичка пракса проширила се у Енглеску, где су општи баптисти сматрали да се Христово помирење протеже на све људе, док су реформисани баптисти веровали да се оно односи само на изабране. Томас Хелвис је формулисао изразито баптистички захтев да се црква и држава одвоје у правним стварима, тако да појединци могу имати слободу вероисповести. Хелвис је умро у затвору као последица верског сукоба са енглеским неистомишљеницима под водством Џејмса I. Године 1638, Роџер Вилијамс је основао прву баптистичку конгрегацију у северноамеричким колонијама. У 18. и 19. веку, Прво и Друго велико буђење повећали су чланство у цркви у Сједињеним Државама. Баптистички мисионари проширили су своју веру на све континенте.

## Настанак
Утемељивачима покрета сматрају се Џон Смит и Томас Хелвис, ученици пуританског лидера Оливера Кромвела.

## Крштење и обред
Карактеристична црта крштења је да се крштење вршило над зрелим верницима потапањем. Сматрајући крштење за знак личног и добровољног приступања цркви, тај покрет је поставио као начело да се крштавају само одрасли.

## Контроверзе
Џон Смит био је сепаратиста који је живео у изгнанству у Амстердаму. Смит је очигледно био у контакту са менонитима и другим анабаптистима, па због тога данас многи баптисти тврде да су анабаптисти део њихове традиције. Анабаптисти ово одлучно негирају јер постоје велике разлике у веровању и у пракси између баптиста и анабаптиста.

## Ширење
Прва баптистичка црква основана је 1612. године, када се Смит вратио у Енглеску, и од тада се овај покрет шири у доба владавине династије Стјуарт и у доба Комонвелта. Они при обреду крштења од 1643. године примењују новозаветни систем урањања у воду који је замењен шкропљењем или прскањем водом.
Многи баптисти се везују за значајне политичке догађаје у 17. веку. Били су предводници у борби за слободу свести и религиозну слободу. После Реформације су се по ставовима приближили презбитеријанцима и индипендентима и признати су као једна од три водеће дисентерске групе. У то време многи од њих одлазили су у Америку, где су оснивали насеобине и цркве. Тада се одвојило крило баптистичке секте под именом Баптисти Седмог дана. Они за основу свог учења узимају 4. Божију заповест и службу врше не првог, већ седмог дана у недељи, то јест у суботу. Током 18. века баптизам је потпао под утицај унитаризма. Баптисти су познати по ватреним проповедима и мисионарском раду на Истоку. Упркос многим променама, већина баптиста и даље се придржава еванђеоских правила хришћанства. Њихови пастори пролазе веома сложену обуку. Многи колеџи у Америци су под њиховим надзором, као и неке високе школе у Индији. Баптистичка вера наглашава значај локалног окупљања у вери и обичајима. Утицајна је и развијена у Уједињеном Краљевству и САД. Баптисти су једна од најбројнијих протестантских и слободно-црквених заједница. Из редова црначких баптиста је био и Мартин Лутер Кинг.
По статистичким подацима које је објавио баптистички статистички завод, на свету има преко 90 милиона баптиста на свим континентима

## Распрострањеност

### Општи преглед
У око 160 држава постоје баптистичке цркве с око 47,5 милиона чланова. Од тога броја 16 милиона баптиста живи у САД. Већина националних баптистичких савеза чланице су Светског баптистичког савеза. Значајнији изузеци су Северноамерички „Савез јужних баптиста” са око 16 милиона крштених чланова те повратничке заједнице руско-немачких баптиста с око 350.000 чланова. Број баптиста се је од 1905. уседмостручио. Најјаче групе баптиста налазе се у Сједињеним Државама, земљама бившег Совјетског Савеза те у Бразилу, Бурми и Индији.

### Статистичко поређење 1958. и 2004.
| Регија                                      | Чланова 1958                 | Чланова 2004         | Локалних заједница 2004 |
| ------------------------------------------- | ---------------------------- | -------------------- | ----------------------- |
| Африка                                      | 279 241                      | 6 126 307            | 25 389                  |
| Азија / Аустралија                          | 769 875                      | 4 718 530            | 25 937                  |
| Европа                                      | 1 142 127                    | 793 507              | 12 973                  |
| Средња Америка и западна Индија             | 104 829                      | 465 538              | 4 188                   |
| Северна Америка                             | 19 804 632                   | 17 901 569           | 61 817                  |
| Јужна баптистичка конвенција (енгл. Southern Baptist Convention, SBC) (САД) | (укључено у Северну Америку) | 16 053 006           | -                       |
| Јужна Америка                               | 146 988                      | 1 447 745            | 10 126                  |
| Укупно                                      | 22 247 692                   | 47 512 077(укљ. SBC) | ca. 210 000             |

## Галерија
- Прва баптистичка црква у Отави
- Баптистичка црква у Београду
- Баптистичка црква у Новом Саду